# Hertha Berliner Sport-Club 1972-1973
Questa voce raccoglie le informazioni riguardanti l'Hertha Berliner Sport-Club nelle competizioni ufficiali della stagione 1972-1973.

## Stagione
Nella stagione 1972-1973 l'Hertha Berlino, allenato da Fiffi Kronsbein, concluse il campionato di Bundesliga al 13º posto. In Coppa di Germania l'Hertha Berlino fu eliminato ai quarti di finale dal Werder Brema. In Coppa di Lega l'Hertha Berlino fu eliminato nella fase a gironi.

## Rosa
| N. |                     | Ruolo | Calciatore             |
| -- | ------------------- | ----- | ---------------------- |
|    | Germania (bandiera) | P     | Horst Wolter           |
|    | Germania (bandiera) | P     | Thomas Zander          |
|    | Germania (bandiera) | D     | Holger Brück           |
|    | Germania (bandiera) | D     | Heinz-Peter Buchberger |
|    | Germania (bandiera) | D     | Frank Hanisch          |
|    | Germania (bandiera) | D     | Ludwig Müller          |
|    | Germania (bandiera) | D     | Michael Sziedat        |
|    | Germania (bandiera) | D     | Hans Weiner            |
|    | Germania (bandiera) | D     | Hans Zengerle          |
|    | Germania (bandiera) | C     | Erich Beer             |
|    | Germania (bandiera) | C     | Klaus-Peter Hanisch    |

| N. |                      | Ruolo | Calciatore       |
| -- | -------------------- | ----- | ---------------- |
|    | Germania (bandiera)  | C     | Erwin Hermandung |
|    | Germania (bandiera)  | C     | Johannes Riedl   |
|    | Germania (bandiera)  | C     | Wolfgang Sidka   |
|    | Germania (bandiera)  | C     | Gerd Werthmüller |
|    | Sudafrica (bandiera) | A     | David Goodwin    |
|    | Germania (bandiera)  | A     | Gerhard Grau     |
|    | Germania (bandiera)  | A     | Peter Gutzeit    |
|    | Germania (bandiera)  | A     | Lorenz Horr      |
|    | Germania (bandiera)  | A     | Manfred Lenz     |
|    | Svizzera (bandiera)  | A     | Kudi Müller      |

## Organigramma societario
Area tecnica
- Allenatore: Fiffi Kronsbein
- Allenatore in seconda: Hans Eder
- Preparatore dei portieri:
- Preparatori atletici:

## Calciomercato

### Sessione estiva
| Acquisti | Acquisti               | Acquisti               | Acquisti |
| R.       | Nome                   | da                     | Modalità |
| -------- | ---------------------- | ---------------------- | -------- |
| D        | Holger Brück           | Hessen Kassel          |          |
| D        | Heinz-Peter Buchberger | Duisburg               |          |
| A        | Gerhard Grau           | Hessen Kassel          |          |
| C        | Klaus-Peter Hanisch    | Hertha Zehlendorf      |          |
| A        | Manfred Lenz           | SV Alsenborn           |          |
| D        | Ludwig Müller          | Borussia M'gladbach    |          |
| C        | Johannes Riedl         | Duisburg               |          |
| D        | Hans Weiner            | TeBe Berlino           |          |
| C        | Gerd Werthmüller       | Saarbrücken            |          |
| P        | Horst Wolter           | Eintracht Braunschweig |          |

| Cessioni | Cessioni          | Cessioni     | Cessioni |
| R.       | Nome              | a            | Modalità |
| -------- | ----------------- | ------------ | -------- |
| D        | Peter Enders      | Durban City  |          |
| A        | Wolfgang Gayer    | Durban City  |          |
| P        | Volkmar Groß      | Hellenic     |          |
| D        | Bernd Patzke      | Hellenic     |          |
| D        | Jürgen Rumor      | TeBe Berlino |          |
| A        | Arno Steffenhagen | Hellenic     |          |
| C        | Zoltán Varga      | Aberdeen     |          |

### Sessione invernale
| Acquisti | Acquisti    | Acquisti     | Acquisti |
| R.       | Nome        | da           | Modalità |
| -------- | ----------- | ------------ | -------- |
| A        | Kudi Müller | Grasshoppers |          |

| Cessioni | Cessioni | Cessioni | Cessioni |
| R.       | Nome     | a        | Modalità |
| -------- | -------- | -------- | -------- |

## Risultati

### Bundesliga

#### Girone di andata
| Arbitro: | Klauser |

|                       |           |                               |
| Brück 31’ Sziedat 50’ | Marcatori | 2’ Budde 40’ Herzog 71’ Hesse |

| Arbitro: | Wengenmayer |

|                       |           |            |
| Wosab 70’ Walitza 89’ | Marcatori | 57’ Weiner |

| Arbitro: | Eschweiler |

|                       |           |                                                               |
| Gutzeit 23’ Riedl 86’ | Marcatori | 36’ Hickersberger 49’ Skala 57’ Kostedde 62’ Held 82’ Schäfer |

| Arbitro: | Schröck |

|                                                  |           |  |
| Müller 9’, 15’ Hoeneß 52’ Beckenbauer 76’ (rig.) | Marcatori |  |

| Arbitro: | Horstmann |

|                               |           |            |
| Horr 33’, 66’ (rig.) Beer 64’ | Marcatori | 22’ Wörmer |

| Arbitro: | Hennig |

|             |           |             |
| Dietrich 9’ | Marcatori | 41’ Gutzeit |

| Arbitro: | Hillebrand |

|                                     |           |  |
| Gutzeit 42’ Grau 65’ Hermandung 89’ | Marcatori |  |

| Arbitro: | Schröck |

|                                              |           |  |
| Thielen 40’ Glowacz 63’ Löhr 77’ Overath 89’ | Marcatori |  |

| Arbitro: | Schulenburg |

|                               |           |           |
| Jung 5’, 26’, 74’ Pröpper 39’ | Marcatori | 68’ Brück |

| Arbitro: | Betz |

|                              |           |  |
| Beer 7’ Sziedat 13’ Horr 60’ | Marcatori |  |

| Arbitro: | Eschweiler |

|                                |           |                      |
| Hölzenbein 64’ Kalb 82’ (rig.) | Marcatori | 66’, 85’ (rig.) Horr |

| Arbitro: | Riegg |

|                                       |           |           |
| Hermandung 16’ Sziedat 30’ Weiner 89’ | Marcatori | 32’ Surau |

| Arbitro: | Hilker |

|                                                      |           |  |
| Köppel 1’ Schwemmle 32’ Handschuh 54’ Brenninger 75’ | Marcatori |  |

| Berlino 21 novembre 1972, ore 19:30 CET 14ª giornata | Hertha Berlino | 0 – 0 referto | Duisburg | Stadio Olimpico (10 000 spett.)\| Arbitro: \| Dittmer \| |
| Arbitro:                                             | Dittmer        |               |          |                                                          |

| Arbitro: | Fork |

|                                              |           |  |
| Winkler 17’ Lübeke 75’, 80’ Brück 86’ (aut.) | Marcatori |  |

| Arbitro: | Frickel |

|                      |           |               |
| Sziedat 29’ Beer 45’ | Marcatori | 61’ Deterding |

| Arbitro: | Hennig |

|                        |           |                    |
| Ackermann 47’ Bitz 61’ | Marcatori | 27’ Brück 80’ Horr |

#### Girone di ritorno
| Arbitro: | Ohmsen |

|                                             |           |            |
| Lungwitz 34’ (rig.) Biesenkamp 37’ Geye 72’ | Marcatori | 70’ Müller |

| Arbitro: | Basedow |

|                            |           |  |
| Müller 41’ (rig.) Horr 69’ | Marcatori |  |

| Offenbach am Main 3 febbraio 1973, ore 15:30 CET 20ª giornata | Kickers Offenbach | 0 – 0 referto | Hertha Berlino | Stadion am Bieberer Berg (17 000 spett.)\| Arbitro: \| Voß \| |
| Arbitro:                                                      | Voß               |               |                |                                                               |

| Arbitro: | Quindeau |

|                                     |           |                                                          |
| Müller 62’ (rig.) Müller 78’ (rig.) | Marcatori | 25’ (rig.) Müller 41’, 60’ Hoffmann 69’ Zobel 79’ Hoeneß |

| Arbitro: | Betz |

|                        |           |                   |
| Artmann 38’ Jakobs 58’ | Marcatori | 80’ (rig.) Müller |

| Arbitro: | Fork |

|                   |           |            |
| Horr 50’ Beer 73’ | Marcatori | 78’ Laumen |

| Arbitro: | Hennig |

|                      |           |          |
| Erler 24’ Bründl 43’ | Marcatori | 32’ Beer |

| Arbitro: | Klauser |

|             |           |          |
| Gutzeit 15’ | Marcatori | 22’ Löhr |

| Arbitro: | Roth |

|  |           |         |
|  | Marcatori | 6’ Jung |

| Arbitro: | Lutz |

|                |           |                |
| Beverungen 88’ | Marcatori | 62’ Hermandung |

| Arbitro: | Eschweiler |

|                                    |           |            |
| Beer 5’ Hermandung 19’ Gutzeit 25’ | Marcatori | 10’ Parits |

| Arbitro: | Betz |

|                        |           |                   |
| Vogts 47’ Heynckes 86’ | Marcatori | 60’ Horr 81’ Beer |

| Arbitro: | Schulenburg |

|                                        |           |            |
| Beer 12’, 82’ Müller 16’ Horr 25’, 66’ | Marcatori | 58’ Köppel |

| Arbitro: | Riegg |

|                              |           |                   |
| Dietz 28’ Lehmann 64’ (rig.) | Marcatori | 88’ (rig.) Müller |

| Arbitro: | Hilker |

|                     |           |           |
| Müller 31’ Horr 63’ | Marcatori | 59’ Heese |

| Arbitro: | Tschenscher |

|                     |           |  |
| Denz 1’ Reimann 78’ | Marcatori |  |

| Arbitro: | Hoppe |

|                                             |           |           |
| Müller 6’ Beer 42’ Hermandung 60’ Brück 89’ | Marcatori | 73’ Fuchs |

### Coppa di Germania
| Arbitro: | Siepe |

|  |           |                                                              |
|  | Marcatori | 8’ Sziedat 13’, 64’ Beer 19’, 62’ (rig.) Horr 51’ Hermandung |

| Arbitro: | Fork |

|                              |           |  |
| Beer 5’ Sziedat 75’ Grau 84’ | Marcatori |  |

| Arbitro: | Tschenscher |

|             |           |                           |
| Seliger 43’ | Marcatori | 19’ Hermandung 47’ Müller |

| Arbitro: | Redelfs |

|                                       |           |                     |
| Beer 48’, 55’ Hanisch 66’ Gutzeit 69’ | Marcatori | 78’ Hey 88’ Lehmann |

| Arbitro: | Kindervater |

|                                 |           |  |
| Buchberger 18’ (aut.) Weist 39’ | Marcatori |  |

| Arbitro: | Hennig |

|               |           |                        |
| Beer 29’, 85’ | Marcatori | 2’ Neuberger 66’ Görts |

### Coppa di Lega
| Arbitro: | Zuchantke |

|                                             |           |                        |
| Liedtke 10’ Lunenburg 22’, 55’ Sprenger 34’ | Marcatori | 25’, 68’ Horr 74’ Grau |

| Arbitro: | Gabor |

|                                                                  |           |             |
| Horr 21’ (rig.) Brück 46’, 89’ Hanisch 59’ Hermandung 86’ (rig.) | Marcatori | 71’ Neumann |

| Arbitro: | Schulenburg |

|             |           |  |
| Winkler 44’ | Marcatori |  |

| Arbitro: | Kaiser |

|           |           |  |
| Beyer 57’ | Marcatori |  |

| Arbitro: | Weyland |

|                                          |           |                                             |
| Horr 4’, 20’ (rig.) Gutzeit 17’ Lenz 53’ | Marcatori | 18’ Winkler 25’, 65’, 67’ Krause 58’ Zaczyk |

| Arbitro: | Fuchs |

|                          |           |              |
| Weiner 29’, 54’ Lenz 67’ | Marcatori | 17’ Schwarze |

## Statistiche

### Statistiche di squadra
| Competizione      | Punti | In casa | In casa | In casa | In casa | In casa | In casa | In trasferta | In trasferta | In trasferta | In trasferta | In trasferta | In trasferta | Totale | Totale | Totale | Totale | Totale | Totale | DR  |
| Competizione      | Punti | G       | V       | N       | P       | Gf      | Gs      | G            | V            | N            | P            | Gf           | Gs           | G      | V      | N      | P      | Gf     | Gs     | DR  |
| ----------------- | ----- | ------- | ------- | ------- | ------- | ------- | ------- | ------------ | ------------ | ------------ | ------------ | ------------ | ------------ | ------ | ------ | ------ | ------ | ------ | ------ | --- |
| Bundesliga        | 30    | 17      | 11      | 2       | 4       | 39      | 23      | 17           | 0            | 6            | 11           | 14           | 41           | 34     | 11     | 8      | 15     | 53     | 64     | -11 |
| Coppa di Germania | -     | 3       | 2       | 1       | 0       | 9       | 4       | 3            | 2            | 0            | 1            | 8            | 3            | 6      | 4      | 1      | 1      | 17     | 7      | +10 |
| Coppa di Lega     | -     | 3       | 2       | 0       | 1       | 12      | 7       | 3            | 0            | 0            | 3            | 3            | 6            | 6      | 2      | 0      | 4      | 15     | 13     | +2  |
| Totale            | 30    | 23      | 15      | 3       | 5       | 60      | 34      | 23           | 2            | 6            | 15           | 25           | 50           | 46     | 17     | 9      | 20     | 85     | 84     | +1  |

### Andamento in campionato
| Giornata  | 1  | 2  | 3  | 4  | 5  | 6  | 7  | 8  | 9  | 10 | 11 | 12 | 13 | 14 | 15 | 16 | 17 | 18 | 19 | 20 | 21 | 22 | 23 | 24 | 25 | 26 | 27 | 28 | 29 | 30 | 31 | 32 | 33 | 34 |
| --------- | -- | -- | -- | -- | -- | -- | -- | -- | -- | -- | -- | -- | -- | -- | -- | -- | -- | -- | -- | -- | -- | -- | -- | -- | -- | -- | -- | -- | -- | -- | -- | -- | -- | -- |
| Luogo     | C  | T  | C  | T  | C  | T  | C  | T  | T  | C  | T  | C  | T  | C  | T  | C  | T  | T  | C  | T  | C  | T  | C  | T  | C  | C  | T  | C  | T  | C  | T  | C  | T  | C  |
| Risultato | P  | P  | P  | P  | V  | N  | V  | P  | P  | V  | N  | V  | P  | N  | P  | V  | N  | P  | V  | N  | P  | P  | V  | P  | N  | P  | N  | V  | N  | V  | P  | V  | P  | V  |
| Posizione | 12 | 14 | 16 | 17 | 16 | 16 | 15 | 15 | 17 | 16 | 15 | 12 | 14 | 13 | 15 | 13 | 13 | 13 | 13 | 12 | 13 | 14 | 13 | 14 | 14 | 15 | 16 | 13 | 13 | 13 | 14 | 13 | 14 | 13 |

Legenda:

Luogo: C = Casa; T = Trasferta. Risultato: V = Vittoria; N = Pareggio; P = Sconfitta.

### Statistiche dei giocatori
| Giocatore      | Bundesliga | Bundesliga | Bundesliga  | Bundesliga | Coppa di Germania | Coppa di Germania | Coppa di Germania | Coppa di Germania | Coppa di Lega | Coppa di Lega | Coppa di Lega | Coppa di Lega | Totale   | Totale | Totale      | Totale     |
| Giocatore      | Presenze   | Reti       | Ammonizioni | Espulsioni | Presenze          | Reti              | Ammonizioni       | Espulsioni        | Presenze      | Reti          | Ammonizioni   | Espulsioni    | Presenze | Reti   | Ammonizioni | Espulsioni |
| -------------- | ---------- | ---------- | ----------- | ---------- | ----------------- | ----------------- | ----------------- | ----------------- | ------------- | ------------- | ------------- | ------------- | -------- | ------ | ----------- | ---------- |
| E. Beer        | 30         | 10         | 0           | 0          | 6                 | 7                 | 0                 | 0                 | 1             | 0             | 0             | 1             | 37       | 17     | 0           | 1          |
| H. Brück       | 34         | 4          | 0           | 0          | 6                 | 0                 | 0                 | 0                 | 4             | 2             | 0             | 0             | 44       | 6      | 0           | 0          |
| H. Buchberger  | 4          | 0          | 0           | 0          | 3                 | 0                 | 0                 | 0                 | 4             | 0             | 0             | 0             | 11       | 0      | 0           | 0          |
| D. Goodwin     | 0          | 0          | 0           | 0          | 0                 | 0                 | 0                 | 0                 | 1             | 0             | 0             | 0             | 1        | 0      | 0           | 0          |
| G. Grau        | 28         | 1          | 0           | 0          | 3                 | 1                 | 0                 | 0                 | 5             | 1             | 0             | 0             | 36       | 3      | 0           | 0          |
| P. Gutzeit     | 21         | 5          | 0           | 0          | 4                 | 1                 | 0                 | 0                 | 5             | 1             | 0             | 0             | 30       | 7      | 0           | 0          |
| F. Hanisch     | 29         | 0          | 0           | 0          | 3                 | 0                 | 0                 | 0                 | 1             | 0             | 0             | 0             | 33       | 0      | 0           | 0          |
| K. Hanisch     | 9          | 0          | 0           | 0          | 5                 | 1                 | 0                 | 0                 | 5             | 1             | 0             | 0             | 19       | 2      | 0           | 0          |
| E. Hermandung  | 33         | 5          | 0           | 0          | 6                 | 2                 | 0                 | 0                 | 6             | 1             | 0             | 0             | 45       | 8      | 0           | 0          |
| L. Horr        | 34         | 12         | 0           | 0          | 6                 | 2                 | 0                 | 0                 | 6             | 5             | 0             | 0             | 46       | 19     | 0           | 0          |
| M. Lenz        | 7          | 0          | 0           | 0          | 1                 | 0                 | 0                 | 0                 | 5             | 2             | 0             | 0             | 13       | 2      | 0           | 0          |
| K. Müller      | 15         | 5          | 0           | 0          | 4                 | 1                 | 0                 | 0                 | 0             | 0             | 0             | 0             | 19       | 6      | 0           | 0          |
| L. Müller      | 29         | 4          | 0           | 0          | 5                 | 0                 | 0                 | 0                 | 0             | 0             | 0             | 0             | 34       | 4      | 0           | 0          |
| J. Riedl       | 25         | 1          | 0           | 0          | 2                 | 0                 | 0                 | 0                 | 5             | 0             | 0             | 0             | 32       | 1      | 0           | 0          |
| W. Sidka       | 0          | 0          | 0           | 0          | 0                 | 0                 | 0                 | 0                 | 0             | 0             | 0             | 0             | 0        | 0      | 0           | 0          |
| M. Sziedat     | 33         | 4          | 0           | 0          | 6                 | 2                 | 0                 | 0                 | 6             | 0             | 0             | 0             | 45       | 6      | 0           | 0          |
| H. Weiner      | 21         | 2          | 0           | 0          | 4                 | 0                 | 0                 | 0                 | 6             | 2             | 0             | 0             | 31       | 4      | 0           | 0          |
| G. Werthmüller | 11         | 0          | 0           | 0          | 3                 | 0                 | 0                 | 0                 | 5             | 0             | 0             | 0             | 19       | 0      | 0           | 0          |
| H. Wolter      | 22         | 0          | 0           | 0          | 2                 | 0                 | 0                 | 0                 | 6             | 0             | 0             | 0             | 30       | 0      | 0           | 0          |
| T. Zander      | 14         | 0          | 0           | 0          | 4                 | 0                 | 0                 | 0                 | 0             | 0             | 0             | 0             | 18       | 0      | 0           | 0          |
| H. Zengerle    | 5          | 0          | 0           | 0          | 1                 | 0                 | 0                 | 0                 | 6             | 0             | 0             | 0             | 12       | 0      | 0           | 0          |